# Боулдър
За окръга вижте Боулдър (окръг).
За Bouldering вижте Боулдър (катерене).
Боулдър (на английски: Boulder) е град в Колорадо, Съединени американски щати, административен център на окръг Боулдър. Намира се на 50 km северозападно от Денвър. Населението му е около 98 889 души (2011).

## Известни личности
Родени в Боулдър
- Джело Биафра (р. 1958) – музикант
- Кристин Дейвис (р. 1965) – актриса
- Джеси Кармайкъл (р. 1979) – музикант
- Скот Карпентър (1925 – 2013) – космонавт

Починали в Боулдър
- Кенет Боулдинг (1910 – 1993) – икономист
- Георгий Гамов (1904 – 1968) – физик
- Сидни Чапман (1888 – 1970) – английски геофизик

Други личности, свързани с Боулдър
- Стивън Кинг (1947) – писател, в средата на седемдесетте години на 20 век, за кратко живее в града
- Шерил Лий (1967) – актриса, прекарва детството си в Боулдър[3]

## Боулдър в популярната култура
Част от действието в романа Сблъсък от Стивън Кинг, се развива в Боулдър.